# ازوزدان چبیانتس
ازوزدان چبیانتس (انگلیسی: Zvezdan Čebinac; ۸ دسامبر ۱۹۳۹ – ۱۸ فوریهٔ ۲۰۱۲) بازیکن فوتبال اهل یوگسلاوی بود.
از باشگاه‌هایی که در آن بازی کرده‌است می‌توان به باشگاه فوتبال پی‌اس‌وی آیندهوون، باشگاه فوتبال هانوفر ۹۶، باشگاه فوتبال ستاره سرخ بلگراد، باشگاه فوتبال نورنبرگ، و باشگاه فوتبال پارتیزان اشاره کرد.
وی همچنین در تیم ملی فوتبال یوگسلاوی بازی کرده‌است.